# Persone di cognome Sartori
| Questa pagina contiene informazioni ricavate automaticamente dalle voci biografiche con l'ausilio del template Bio e di un bot. L'aggiornamento è periodico e automatico e ricostruisce completamente la pagina. Se manca una persona in questa lista, sei pregato di non aggiungerla, ma accertati piuttosto che la sua voce biografica contenga il template Bio e che i dati anagrafici siano correttamente compilati. Se il template Bio manca, inseriscilo tu stesso o, in alternativa, metti l'avviso {{tmp\|Bio}} che ne segnala la mancanza. Se i dati riportati sono sbagliati, correggi direttamente la voce biografica; le modifiche saranno visibili in questa lista entro pochi giorni. Per chiarimenti vedi il progetto antroponimi. La lista contiene solo le 52 persone che sono citate nell'enciclopedia e per le quali è stato implementato correttamente il template Bio. Pagina aggiornata al 7 ago 2025. |

Questa è una lista di persone presenti nell'enciclopedia che hanno il cognome Sartori, suddivise per attività principale.

## Allenatori di tennis(1)
- Massimo Sartori, allenatore di tennis italiano (Vicenza, n. 1967)

## Architetti(1)
- Antonio Giuseppe Sartori, architetto italiano (Castione, n. 1714 - Vienna, † 1792)

## Arciere(1)
- Guendalina Sartori, arciera italiana (Monselice, n. 1988)

## Arcivescovi cattolici(1)
- Giovanni Maria Sartori, arcivescovo cattolico italiano (Vicenza, n. 1925 - Innsbruck, † 1998)

## Artisti(1)
- Federico Sartori, artista italiano (Milano, n. 1865 - † 1938)

## Autori televisivi(1)
- Carlo Sartori, autore televisivo, dirigente d'azienda e critico televisivo italiano (Castel del Piano, n. 1946 - Roma, † 2012)

## Aviatori(1)
- Bruno Sartori, aviatore italiano (Vicenza, n. 1911 - San Vendemiano, † 1995)

## Calciatori(5)
- Alcindo Sartori, ex calciatore brasiliano (Medianeira, n. 1967)
- Carlo Sartori, ex calciatore italiano (Caderzone Terme, n. 1948)
- Enzo Sartori, calciatore italiano (San Bonifacio, n. 1931 - † 2024)
- Fabrizio Sartori, calciatore argentino (Rio Gallegos, n. 2002)
- Igor Sartori, calciatore brasiliano (Rio de Janeiro, n. 1993)

## Canottieri(3)
- Alessio Sartori, canottiere italiano (Terracina, n. 1976)
- Matteo Sartori, canottiere italiano (Fondi, n. 2002)
- Nicola Sartori, ex canottiere italiano (Cremona, n. 1976)

## Cestisti(1)
- Mauro Sartori, ex cestista e dirigente sportivo italiano (Conegliano, n. 1970)

## Compositori(1)
- Francesco Sartori, compositore italiano (n. 1957)

## Costumiste(1)
- Francesca Livia Sartori, costumista italiana (Bassano del Grappa, n. 1961)

## Dirigenti sportivi(1)
- Giovanni Sartori, dirigente sportivo, allenatore di calcio e ex calciatore italiano (Lodi, n. 1957)

## Giocatori di curling(1)
- Stefano Sartori, ex giocatore di curling italiano (Padova, n. 1961)

## Hockeisti su ghiaccio(1)
- Riccardo Sartori, hockeista su ghiaccio svizzero (Lugano, n. 1994)

## Militari(1)
- Romeo Sartori, militare e aviatore italiano (Canove, n. 1897 - Lago di Varese, † 1933)

## Miniatrici(1)
- Felicita Sartori, miniaturista e pittrice italiana (Pordenone, n. 1713 - Sacile, † 1782)

## Musicologi(1)
- Claudio Sartori, musicologo e bibliografo italiano (Brescia, n. 1913 - Milano, † 1994)

## Nuotatori(1)
- Murilo Sartori, nuotatore brasiliano (Americana, n. 2002)

## Ostacoliste(1)
- Rebecca Sartori, ostacolista italiana (Bassano del Grappa, n. 1997)

## Pallavoliste(1)
- Benedetta Sartori, pallavolista italiana (Milano, n. 2001)

## Patrioti(1)
- Giovanni Sartori, patriota italiano (Corteno, n. 1836 - Genova, † 1917)

## Pianisti(2)
- Franco Sartori, pianista e compositore italiano (Levico Terme, n. 1892 - Borgo Valsugana, † 1965)
- Luigi Sartori, pianista e compositore italiano (Spresiano, n. 1817 - Dresda, † 1844)

## Pistard(1)
- Gianni Sartori, ex pistard e ciclista su strada italiano (Pozzoleone, n. 1946)

## Pittori(3)
- Augusto Sartori, pittore e insegnante svizzero (Giubiasco, n. 1880 - Bellinzona, † 1957)
- Enrico Sartori, pittore italiano (Parma, n. 1831 - Parma, † 1889)
- Giuseppe Sartori, pittore italiano (Venezia, n. 1863 - Padova, † 1922)

## Politiche(2)
- Amalia Sartori, politica italiana (Valdastico, n. 1947)
- Maria Antonietta Sartori, politica italiana (Olevano Romano, n. 1947)

## Politici(3)
- Aldo Sartori, politico italiano (Bologna, n. 1943)
- Giovanni Sartori, politico italiano (Bra, n. 1894 - † 1961)
- Marco Sartori, politico italiano (Busto Arsizio, n. 1963 - Roma, † 2011)

## Politologi(1)
- Giovanni Sartori, politologo e sociologo italiano (Firenze, n. 1924 - Roma, † 2017)

## Presbiteri(1)
- Bernardo Sartori, presbitero e missionario italiano (Falzè di Trevignano, n. 1897 - Ombaci, † 1983)

## Religiosi(1)
- Gabriele Sartori, religioso e militare italiano (Pedemonte, n. 1901 - Gura, † 1990)

## Scrittori(2)
- Domenico Sartori, scrittore italiano (Pisa, n. 1902 - Pisa, † 1956)
- Giacomo Sartori, scrittore e agronomo italiano (Trento, n. 1958)

## Scultori(2)
- Amleto Sartori, scultore e poeta italiano (Padova, n. 1915 - Padova, † 1962)
- Domenico Sartori, scultore italiano (Castione, n. 1709 - Vò Casaro, † 1781)

## Storici(1)
- Franco Sartori, storico italiano (Crocetta del Montello, n. 1922 - Padova, † 2004)

## Tenori(1)
- Fabio Sartori, tenore italiano (Treviso, n. 1970)

## Vescovi cattolici(2)
- Agostinho José Sartori, vescovo cattolico brasiliano (Capinzal, n. 1929 - Pato Branco, † 2012)
- Giovanni Battista Sartori, vescovo cattolico e abate italiano (Crespano, n. 1775 - Possagno, † 1858)

## Senza attività specificata(2)
- Giacomo Sartori, mandolinista, violinista e compositore italiano (Ala, n. 1860 - Trento, † 1946)
- Stefano Sartori, ex sciatore d'erba italiano (Thiene, n. 1973)